# 秘境駅を旅する
『秘境駅を旅する』(ひきょうえきをたびする)は、旅チャンネルで放送されていた紀行番組。

## 内容
取り上げる秘境駅の成り立ちや秘境駅周辺や路線の観光情報。

## 放送リスト
| 回 | 駅名（都道府県名）     | 放送日 |
| -- | ---------------------- | ------ |
| 1  | 小和田駅（静岡県）     | 2011年 |
| 2  | 下白滝駅（北海道）     |        |
| 3  | 田井ノ浜駅（徳島県）   |        |
| 4  | 稲士別駅（北海道）     |        |
| 5  | 折渡駅（秋田県）       |        |
| 6  | 姫川駅（北海道）       |        |
| 7  | 赤瀬駅（熊本県）       |        |
| 8  | 吉尾駅（熊本県）       |        |
| 9  | 奥大井湖上駅（静岡県） |        |
| 10 | 美々駅（北海道）       |        |

## スタッフ
- 協力:JR東海、ふれあいステーション龍泉閣、天竜舟下り株式会社、水窪地域自治センター
- 構成:こぐれ京
- 撮影技術:仕出し深澤
- MA:池田秀明
- AD:小俣聡
- ディレクター:安藤圭
- プロデューサー:櫻井義久(JIC)、いどたけし(ベドラム)
- 制作協力:Bedlam
- 製作・著作:JIC
- 旅CHANNEL